# Echternacherbrück
Echternacherbrück es un municipio localizado en el oeste de Alemania, dentro del estado federado de Renania Palatinado. Está situado al noroeste de Tréveris, en la región natural de Eifel y en una posición fronteriza con Luxemburgo.

## Historia
.

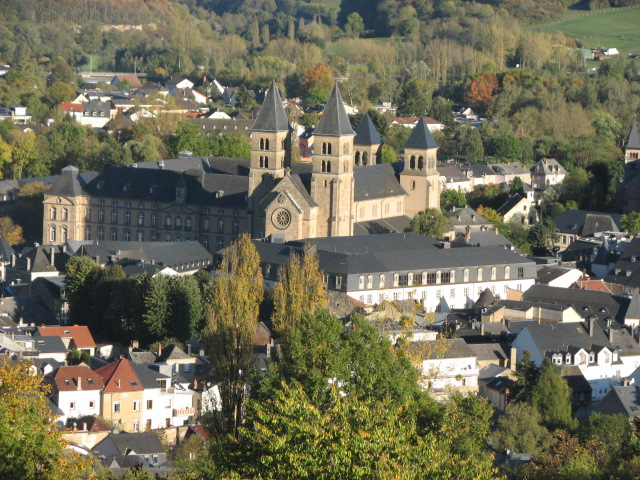
Abadía de Echternach, situada junto a Echternacherbrück, ya en la actual Luxemburgo. El municipio perteneció a su territorio hasta la invasión francesa de 1794.

La historia de Echternacherbrück está íntimamente ligada a la del vecino municipio luxemburgués de Echternach del que formó parte hasta que en 1815 el congreso de Viena estableció que el río Sûre —que atravesaba la población— fuese la frontera en esa área entre Luxemburgo y Renania. Tres zonas del término situadas al otro lado del río: Echternacher Brücke, Echternacher Fähre y Fölkenbach quedaron separadas y formaron el actual municipio.
Se estima que el territorio de Echternacherbrück ya estaba habitado en tiempos romanos. Previamente a su conquista, en la zona vivía la tribu celta de los tréveros y posteriormente surgió un puesto fortificado, sobre el que se articuló el área circundante, situado en Echternach.
Tras la caída del imperio romano, la región quedó bajo el dominio de los francos. A finales del siglo VII se inició la misión anglosajona con el objetivo de extender el cristianismo en los territorios junto al bajo Rin. En el marco de esta misión, Willibrord de Utrecht fundó en Echternach su conocida abadía. Esta institución fue muy apoyada posteriormente por los líderes francos mediante donaciones.
Durante las edades Media y Moderna el territorio fue una abadía Imperial sujeta directamente al emperador. Tras la revolución francesa, las tropas de este país invadieron el territorio para fijar su frontera en el río Rin y esta institución religiosa quedó disuelta.
A mediados del siglo XIX se construyeron las carreteras que permitieron conectar el nuevo municipio con Wallendorf y Bitburg lo que favoreció el crecimiento económico con la ganadería y su mercado como parte importante. Durante la I Guerra Mundial, la zona no sufrió destrucción debido a que las tropas alemanas se rindieron antes de que los combates llegarán a la región. Al contrario, la II Guerra Mundial significó la destrucción del 80 % de la localidad durante los combates para cruzar el río Sûre.

## Geografía

Situación de Echternacherbrück dentro del distrito de Bitburg-Prüm.

### Localización
El municipio de Echternacherbrück se sitúa en el oeste de Renania-Palatinado, junto la frontera con Luxemburgo. Tiene los siguientes límites:
| Noroeste: Bollendorf | Norte: Ernzen e Irrel | Noreste: Minden     |
| Oeste: Luxemburgo    |                       | Este: Minden        |
| Suroeste: Luxemburgo | Sur: Luxemburgo       | Sureste: Luxemburgo |

### Características del territorio

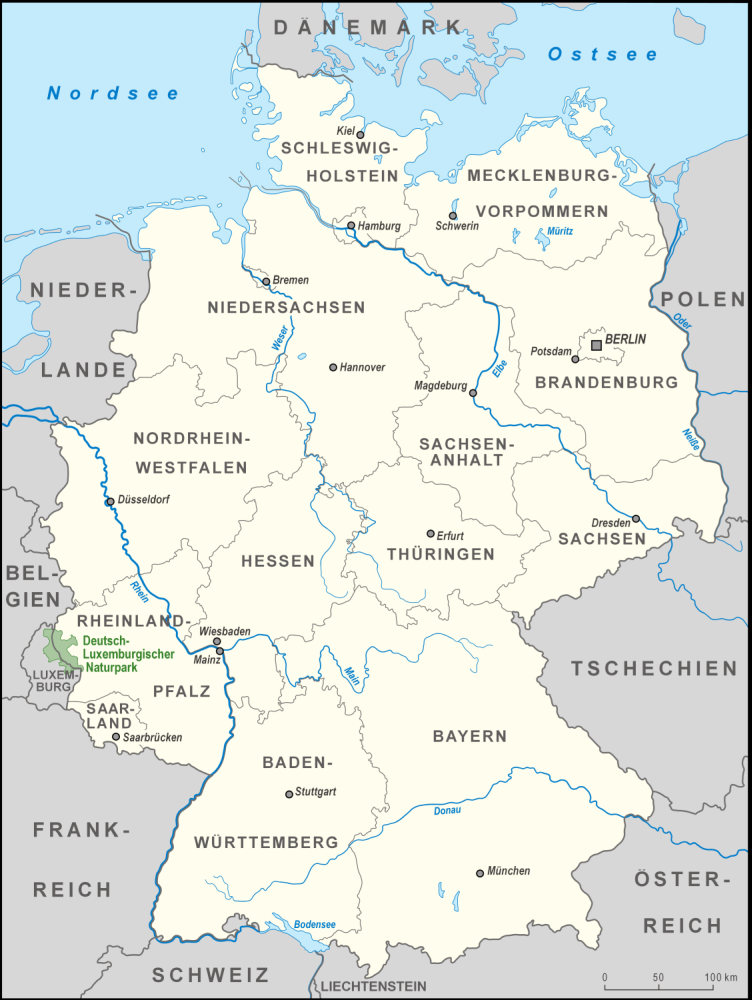
Localización del parque natural germano-luxemburgués Südeifel donde se sitúa Echternacherbrück.

El término municipal de Echternacherbrück abarca una superficie de 474 ha. El casco urbano, en sí, ocupa unas 81 ha y se sitúa a una altitud aproximada de entre 150 y 225 m s. n. m. en ladera junto al río Sûre. El área cultivada y de pastos se compone de 209 ha (44 %) y supone la mayor parte del término. Las áreas boscosas abarcan 182 ha (39 %). Las sumergidas por el agua unas residuales 2 ha (0 %).
Su territorio es atravesado por los arroyos Gutenbach, Fölkenbach y Simmerbach que desembocan en el río Sûre, el cual hace de límite del término al oeste y al sur. Se encuentra situado íntegramente en el parque natural alemán-luxemburgués Südeifel, el más antiguo de Renania-Palatinado y el segundo más antiguo de toda Alemania.
La localidad está situada en la región natural de Eifel donde, debido a su altitud, rige un clima continental dentro del área de clima oceánico del noroeste de Europa. Está caracterizado por una mayor oscilación térmica anual así como nieves y heladas durante el invierno. Los valores climáticos medios de la estación meteorológica de Tréveris situada a 24 km son los siguientes:
| Parámetros climáticos promedio de la estación de Tréveris  | Parámetros climáticos promedio de la estación de Tréveris | Parámetros climáticos promedio de la estación de Tréveris | Parámetros climáticos promedio de la estación de Tréveris | Parámetros climáticos promedio de la estación de Tréveris | Parámetros climáticos promedio de la estación de Tréveris | Parámetros climáticos promedio de la estación de Tréveris | Parámetros climáticos promedio de la estación de Tréveris | Parámetros climáticos promedio de la estación de Tréveris | Parámetros climáticos promedio de la estación de Tréveris | Parámetros climáticos promedio de la estación de Tréveris | Parámetros climáticos promedio de la estación de Tréveris | Parámetros climáticos promedio de la estación de Tréveris | Parámetros climáticos promedio de la estación de Tréveris |
| Mes                                                        | Ene.                                                      | Feb.                                                      | Mar.                                                      | Abr.                                                      | May.                                                      | Jun.                                                      | Jul.                                                      | Ago.                                                      | Sep.                                                      | Oct.                                                      | Nov.                                                      | Dic.                                                      | Anual                                                     |
| ---------------------------------------------------------- | --------------------------------------------------------- | --------------------------------------------------------- | --------------------------------------------------------- | --------------------------------------------------------- | --------------------------------------------------------- | --------------------------------------------------------- | --------------------------------------------------------- | --------------------------------------------------------- | --------------------------------------------------------- | --------------------------------------------------------- | --------------------------------------------------------- | --------------------------------------------------------- | --------------------------------------------------------- |
| Temp. máx. media (°C)                                      | 3.1                                                       | 5.1                                                       | 9.1                                                       | 13.4                                                      | 18.1                                                      | 21.2                                                      | 23.3                                                      | 22.9                                                      | 19.5                                                      | 14.1                                                      | 7.4                                                       | 4                                                         | 13.4                                                      |
| Temp. mín. media (°C)                                      | −1.4                                                      | −0.9                                                      | −1.4                                                      | 4                                                         | 7.8                                                       | 10.9                                                      | 12.5                                                      | 12.3                                                      | 9.7                                                       | 6.4                                                       | 2.2                                                       | -0.4                                                      | 5.4                                                       |
| Lluvias (mm)                                               | 60                                                        | 55                                                        | 64                                                        | 53                                                        | 68                                                        | 73                                                        | 70                                                        | 71                                                        | 59                                                        | 65                                                        | 74                                                        | 74                                                        | 786                                                       |
| Días de lluvias (≥ 1.0 mm)                                 | 17                                                        | 14                                                        | 12                                                        | 13                                                        | 12                                                        | 13                                                        | 13                                                        | 13                                                        | 12                                                        | 14                                                        | 15                                                        | 15                                                        | 163                                                       |
| Fuente: Wetterkontor (valores para el periodo 1961 a 1990) |                                                           |                                                           |                                                           |                                                           |                                                           |                                                           |                                                           |                                                           |                                                           |                                                           |                                                           |                                                           |                                                           |

### Comunicaciones
Desde el término de Echternacherbrück parten dos carreteras federales (Bundesstraße): la B257, hacia el norte, que llega hasta Meckenheim, cerca de Bonn y la B418, hacia el sur, que discurre junto al río hasta la desembocadura de este en el Mosela. La B257 la comunica con Irrel y Bitburgo mientras que la B418 lo hace con Ralingen desde donde se puede continuar por otras carreteras hasta Tréveris.
La localidad también es el inicio de la carretera regional (Landesstraße) L1, la cual discurre cercana a la frontera germano-luxemburgesa y le permite el acceso con Weilerbach y Bollendorf.
No tiene comunicación por tren y las estaciones más accesibles se sitúan en Wasserbillig (Luxemburgo) a 17 km y en Igel a 21 km.
El municipio entra dentro del ámbito del transporte público de la región de Tréveris. Una línea de autobús, la 441 que parte desde Körperich, conecta la localidad con Tréveris y poblaciones intermedias. La línea 401 permite viajar a Irrel y Bitburgo así como a la ciudad de Luxemburgo; la 441 a Tréveris y poblaciones intermedias mientras que la 443 lo hace a Bollendorf.
Los aeropuertos más cercanos son los de Luxemburgo a unos 33 km y Fráncfort-Hahn a unos 87 km.

## Demografía

### Hábitat humano
A 31 de diciembre de 2015 vivían 850 individuos en el municipio. La evolución de la población ha experimentado un leve pero constante aumento desde 1961 que la llevó desde 449 habitantes en ese año a 850 en 2015. En 2015, 172 nuevas personas fijaron su residencia en Echternacherbrück mientras que 104 partieron de la localidad para vivir en otros lugares. Esto supuso un saldo migratorio positivo de 68 individuos. Su densidad de población se sitúa en 179 habitantes por km², inferior a la que se da en Renania-Palatinado donde viven 204 personas por km².
El casco urbano de la localidad se compone principalmente de viviendas unifamiliares (64 %) u ocupadas por dos hogares (18 %). Las edificaciones que albergan más de tres viviendas son el 18 % aunque suponen un 51 % de los hogares.

### Características sociales
| Hombres | Edad     | Mujeres |
| ------- | -------- | ------- |
| 2,57    | 75 y más | 5,83    |
| 3,25    | 65-75    | 4,34    |
| 7,86    | 55-65    | 6,50    |
| 9,76    | 45-55    | 8,94    |
| 7,05    | 35-45    | 7,05    |
| 8,40    | 25-35    | 9,35    |
| 5,01    | 15-25    | 5,69    |
| 5,01    | 0-15     | 3,39    |

En 2015, de los 850 habitantes, 423 eran hombres y 427 mujeres. Un 53 % eran extranjeros, porcentaje superior al 10 % que se daba a nivel regional y al 9 % para el total de Alemania.
Dentro del ámbito religioso, según el censo de 2011, un 82 % de los habitantes se declaraban cristianos (75 % católicos y 7 % evangélicos) mientras que un 18 % profesaban otras religiones o no seguían ninguna. El porcentaje de cristianos era superior al total regional, que se sitúa en un 77 % (45 % católicos y 32 % evangélicos) y al nacional, donde se censaba un 59 % (30 % católicos y 29 % evangélicos).
De acuerdo al mismo censo de 2011, las familias con hijos representaban el 20 %, menos que el total regional del 56 %. Las familias monoparentales eran el 7 %. A nivel regional, este tipo de familia suponía el 12 %.

### Asociaciones
Los habitantes de Echternacherbrück cuentan con algunas asociaciones. Aparte de un cuerpo de bomberos voluntarios y un club de fútbol, han formado una asociación de socorristas; un grupo local del Club de Eifel (Eifelverein) creado en 1898 y una asociación interesada en la recuperación de la viticultura local.

## Administración

### Estructura
El municipio está regido por un consejo de doce miembros dirigido por el alcalde. En el ejercicio de 2014 tuvo unos ingresos totales de 1 074 000 euros y unos gastos 868 000 euros. Al final de ese ejercicio mantenía una deuda de 427 000 euros.
Junto a otros sesenta y seis municipios vecinos forman la mancomunidad Verbandsgemeinde Südeifel, con sede en Neuerburg, que asume un buen número de responsabilidades tales como: funcionamiento de los centros escolares; protección antiincendios; construcción y funcionamiento de centros deportivos; abastecimiento de agua potable y ordenamiento urbanístico. Igualmente se responsabiliza de la gestión de competencias estatales como la emisión de documentos de identidad o la ordenanza en las carreteras. La mancomunidad tiene una caja propia que se nutre con las aportaciones de los municipios que la integran.
Judicialmente se encuentra dentro de los siguientes ámbitos : local o  Amtsgericht de Bitburgo, el regional o Landgericht de Tréveris y el regional superior o Oberlandesgericht de Coblenza.

### Política
| Resultados electorales en el municipio de Echternacherbrück (datos en %) |               |      |      |     |     |       |       |       |
| Elecciones                                                               | participación | SPD  | CDU  | AfD | FDP | Grüne | Linke | otros |
| Federales 2013                                                           | 67,5          | 23,0 | 48,7 | 3,1 | 5,8 | 9,9   | 6,3   | 3,2   |
| Europeas 2014                                                            | 52,4          | 24,6 | 42,1 | 6,1 | 4,4 | 14,0  | 0,9   | 7,9   |
| Regionales 2016                                                          | 67,8          | 34,1 | 42,5 | 4,0 | 5,8 | 6,6   | 1,8   | 5,2   |

En cuanto a simpatías políticas, estas no muestran variación dependiendo del tipo de elecciones ya que el partido más votado es la CDU (Unión Demócrata Cristiana).
Para las elecciones municipales, en Renania-Palatinado rige un sistema de elección con listas abiertas por el cual los electores dan su voto a individuos particulares independientemente del partido al que pertenezcan.

## Infraestructuras

### Sanidad
En el municipio no existe farmacia. Las más cercanas se encuentran en Echternach a 1 km e Irrel a 6 km.
Tampoco ningún médico tiene consulta abierta en la población. En Irrel trabajan cuatro de medicina general, una ginecóloga y un dentista.
En la localidad se sitúa un puesto de la Cruz Roja inaugurado en 2010. No hay centro de salud ni hospital. Los más cercanos están en Echternach, Bitburgo (20 km) y Tréveris (24 km).
Para el cuidado a domicilio de ancianos y enfermos existen dos servicios en Echternach. También hay servicios de este tipo en Welschbillig y Bitburgo.
En Bitburgo también existe un centro pediátrico que atiende a niños con problemas físicos y psíquicos.

### Educación
Echternacherbrück no cuenta con guardería. Las más cercanas se encuentran en Echternach e Irrel. Tampoco cuenta con escuelas. La educación primaria y secundaria, pueden ser seguidas en una escuela situada en Irrel. Para el bachillerato se tiene que acudir a alguno de los dos centros situados en Bitburgo.

### Deporte
El municipio cuenta con un equipo de fútbol local: SV Echternacherbrück fundado en 1976 que participa en las competiciones unido a los clubs existentes en Irrel y Holsthum. También existe una piscina pública al aire libre que cuenta con campo de bolley playa. El senderismo y el ciclismo se pueden practicar en un buen número de rutas que discurren por el término, tanto locales como de larga distancia.

### Protección
La localidad no cuenta con comisaría de policía y depende de la situada a 20 km en Bitburgo que, a su vez, depende de la dirección de policía de Wittlich.
Para el servicio de protección antiincendios, Echternacherbrück cuenta con su propia agrupación de bomberos voluntarios creada en 1968.

### Religión
En el ámbito religioso, respecto a la confesión católica, la localidad no cuenta con iglesia desde que en 2007 tuvo que ser derruida la que existía. Esta era una construcción prefabricada de madera, que resultó inundada varias veces por la crecida del río Sûre hasta que quedó inutilizable. La parroquia está integrada en la de Ernzen situada a 5 km.
Para la confesión evangélica, se integra en la «Iglesia Evangélica de Renania» dentro de su distrito de Tréveris. No dispone de templo propio y dependen de la comunidad de Bitburgo.

## Economía

### Actividades
En el municipio no existen explotaciones agropecuarias que tengan una mínima entidad.
Dentro del sector secundario, funciona una empresa de recubrimiento de tejados y paredes así como una panadería y pastelería.
En el sector terciario hay un varias pequeñas empresas y profesionales: un supermercado; una droguería; una empresa comerciante de neumáticos; un comerciante de vehículos de segunda mano; una tienda de artículos electrónicos; un salón de manicura; una sucursal bancaria así como una empresa de taxis. Mención aparte merecen los establecimientos de hostelería de las cuales se informa en el apartado de infraestructura turística.

### Trabajo
| Lugar de trabajo de los habitantes del municipio de Echternacherbrück (2011) | Personas | %     |
| ---------------------------------------------------------------------------- | -------- | ----- |
| Habitantes que trabajan en la misma localidad                                | 59       | 53 %  |
| Habitantes que trabajan otras localidades                                    | 48       | 43 %  |
| Habitantes en situación de desempleo                                         | 4        | 4 %   |
| Total población activa                                                       | 111      | 100 % |
|                                                                              |          |       |
| Ocupación de los puestos de trabajo en Echternacherbrück (2011)              | Puestos  | %     |
| Puestos ocupados por personas que viven en la localidad                      | 59       | 74 %  |
| Puestos ocupados por personas que viven en otras localidades                 | 21       | 26 %  |
| Total puestos de trabajo                                                     | 80       | 100 % |

Habitualmente, 21 personas vienen a trabajar diariamente al pueblo mientras 48 parten de la población para ejercer sus actividades en otros lugares.
La población activa de Echternacherbrück la componen 111 personas de las que un 43 % desarrollan su trabajo fuera de la localidad. Los puestos de trabajo, por su parte, son 80 de los que un 26 % son ocupados por personas que viven en otras localidades y acuden diariamente a la localidad para trabajar.

### Nivel económico
La población en el total del municipio tiene un nivel económico inferior en comparación con el resto del país. Los ingresos medios anuales de los habitantes obligados a pagar impuestos son de 24 430 euros, un 24 % inferiores a la media de Alemania que se sitúa en 31 500 euros. La tasa media de impuestos que pagan es del 13,8 % mientras que la media nacional se sitúa en el 17,4 %.

## Turismo

### Elementos destacados

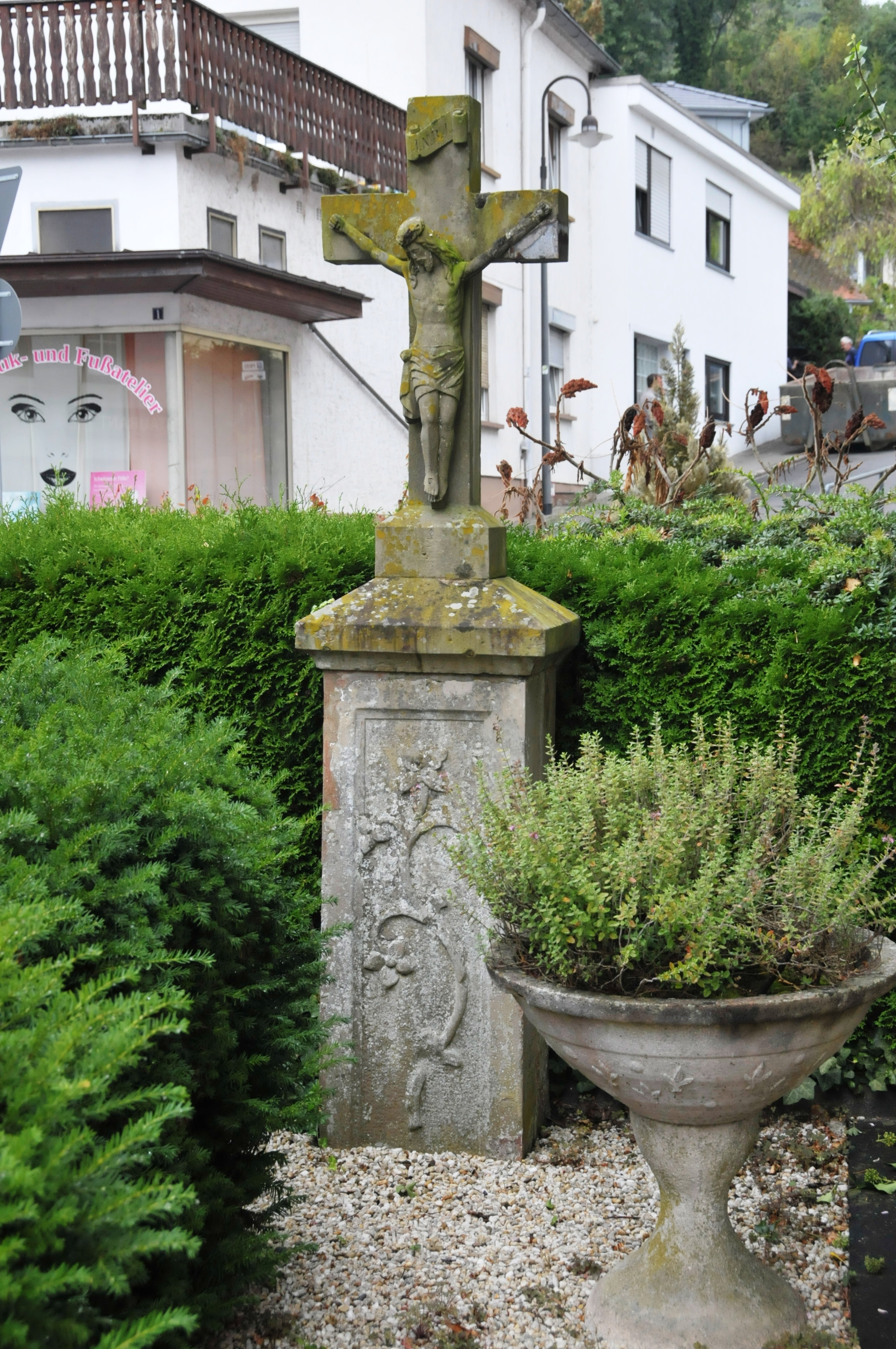
Cruz del camino en Echternacherbrück, catalogada como Denkmal (bien cultural).

El municipio de Echternacherbrück cuenta con cuatro edificios, instalaciones o elementos calificados como bien cultural o Denkmal por la «Dirección General de Herencia Cultural de Renania-Palatinado»:
a) Dentro del casco urbano:
Bitburger Strasse: antigua casita de jardín, tipo capilla, construida en 1862
Bollendorfer Strasse: cruz del camino del siglo XIX y antigua oficina de correos del año 1914.
b) Fuera del casco urbano:
Liboriuskapelle: capilla dedicada a san Liborio
Aparte de estos, tiene también otros elementos destacados: una antigua cantera; tres miradores con vistas notables (Fölkenbach, Klaus, Liboriuskapelle); restos de un corral de pesca en el río; instalaciones de la línea Sigfrido; un antiguo molino.

### Atracciones

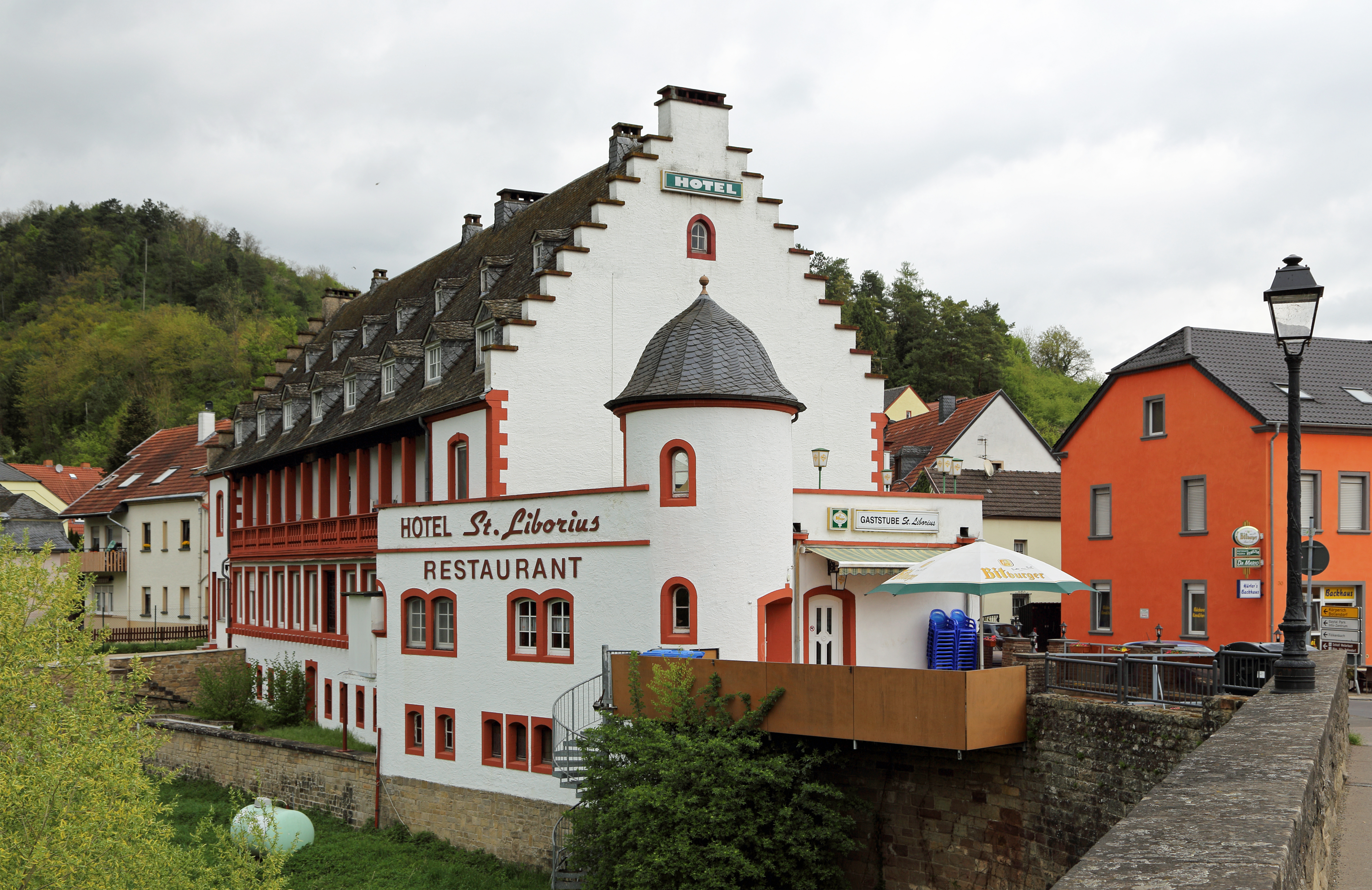
Hotel y restaurante en Echternacherbrück.

La oferta turística del municipio está bastante centrada en su entorno natural. Rutas ciclistas y senderistas recorren su término entre las que cabe destacar las que pasan por su área natural protegida Kelterdell und Kuckuckslay.
Varios itinerarios de largo recorrido atraviesan el municipio. En senderismo: la ruta jacobea Bonn-Tréveris-Schengen; el camino de Matías (Matthiasweg) de Aquisgrán a Tréveris o el camino de Willibrordo (Willibrordusweg). En ciclismo: el Sauer-Radweg de Wasserbilligerbrück a Ettelbrück o el Zehn-Dörfer-eBike-Tour (giro de los diez pueblos).
Otro atractivo de la localidad es la navegación por el río con canoas. En este aspecto, existe la ruta Grenzerfahrung auf der Sauer (viaje por la frontera en el Sûre) que conduce desde Diekirch o Wallendorf hasta Echternach.

### Infraestructura
En el municipio existen 13 alojamientos turísticos que ofrecen un total de 89 camas. En 2015 recibieron a 1808 huéspedes que pasaron una media de 7 noches cada uno. Entre estos destaca un gran camping situado a la orilla del río. En el ámbito hostelero, la localidad también cuenta con varios restaurantes y cafés.

## Otra bibliografía utilizada en el artículo
1. Bevölkerung und Haushalte (2011).  Statistischer Landesamt Rheiland-Pfalz, ed. Zensus 2011. Bevölkerung und Haushalte: Gemeinde Echternacherbrück (PDF) (en alemán). Consultado el 1 de febrero de 2017.

- Datos: Q553503
- Multimedia: Echternacherbrück / Q553503